# Miltochrista quadrifasciata
Miltochrista quadrifasciata là một loài bướm đêm thuộc phân họ Arctiinae, họ Erebidae.